# La Vénus au vison
Cet article possède un paronyme, voir Butterfield.
Pour plus de détails, voir Fiche technique et Distribution.
La Vénus au vison (BUtterfield 8) est un film américain réalisé par Daniel Mann, sorti en 1960, adapté du roman BUtterfield 8 (1935) de John O'Hara, lui-même inspiré de la mort de Starr Faithfull, un fait divers survenu en 1931. 

## Synopsis
Gloria est la call-girl la plus élégante et la mieux payée de tout New York. Elle passe la nuit avec Weston Liggett pour qui elle éprouve un sentiment qu'elle ignorait jusque-là. Aussi est-elle choquée de l'argent qu'il lui propose. Pour se venger, elle décide de lui faire une farce et emmène le vison de l'épouse de Weston, la très riche Emily. Weston et Gloria se revoient et leur amour grandit. Gloria a complètement oublié l'histoire du vison mais Weston l'apprend et furieux, pense que Gloria s'est moquée de lui. Il rompt avec elle et de désespoir, Gloria se tue dans un accident de voiture. Weston décide de repartir à zéro.

## Fiche technique
- Titre : La Vénus au vison
- Titre original : Butterfield 8
- Réalisation : Daniel Mann
- Scénario : Charles Schnee et John Michael Hayes d'après le roman BUtterfield 8 (1935) de John O'Hara
- Production : Pandro S. Berman et Kathryn Hereford
- Société de production : Metro-Goldwyn-Mayer
- Musique : Bronislau Kaper
- Photographie : Charles Harten et Joseph Ruttenberg
- Montage : Ralph E. Winters
- Costumes : Helen Rose
- Pays d'origine : États-Unis
- Langue : anglais
- Format : Couleurs - Mono
- Genre : Drame
- Durée : 109 minutes
- Date de sortie :
  - États-Unis : 4 novembre 1960
- Affiches : Reynold Brown (États-Unis), Roger Soubie (France)

## Distribution
- Elizabeth Taylor  (V.F : Nelly Benedetti) : Gloria Wandrous
- Laurence Harvey  (V.F : Gabriel Cattand) : Weston Liggett/Richard
- Eddie Fisher (V.F : Jean-François Calvé) : Steve Carpenter
- Dina Merrill  (V.F : Jacqueline Porel) : Emily Liggett
- Mildred Dunnock : Mrs. Wandrous
- Betty Field  (V.F : Helene Tossy) : Mme Fanny Thurber
- Jeffrey Lynn (V.F : Jean-Claude Michel) : Bingham Smith/Paul
- Kay Medford : Happy
- Susan Oliver  (V.F : Arlette Thomas) : Norma
- George Voskovec (V.F : Jean-Henri Chambois) : Dr. Tredman
- Carmen Mathews  (V.F : Lita Recio) :Mme Jescott
- Leon B. Stevens (V.F : Jacques Deschamps) : Policier
- Robert Pastene (V.F : Lucien Bryonne) : le client éméché de la boîte
- Whitfield Connor (V.F : Roger Carel) : Anderson
- Rudy Bond (V.F : Gérard Ferrat) : l'homme corpulent agacé frappant Liggett
- Tom Gorman (V.F : Jean Berton) : le portier aidant Liggett

## Production

### Scénario
Le roman dont s'inspire le scénario du film, BUtterfield 8 de John O'Hara, publié en 1935, est inspiré de la mort de Starr Faithfull, un fait divers survenu en 1931. Le roman d'O'Hara est publié en français sous le titre Gloria (traduction d'Yves Malartic, 1947), puis L'Enfer commence avec elle (2008, 2012),. O'Hara n'a pas participé à l'écriture de l'adaptation du film, qui ressemble peu à son roman et se termine par la mort de Gloria dans un accident de voiture, plutôt que par un suicide ou un homicide par noyade.

## Distinctions
- Oscar de la meilleure actrice pour Elizabeth Taylor

## Autour du film
- La capitalisation des deux premières lettres du titre original (BUtterfield 8) correspond à la façon de faire référence aux centraux téléphoniques de rattachement dans les préfixes des numéros de téléphone aux États-Unis jusque dans les années 1970.